# Micha'el Oren
Micha'el Oren (rodným jménem Michael Bornstein, hebrejsky מיכאל אורן‎; * 20. května 1955 New York) je izraelský historik, diplomat a politik; poslanec Knesetu za stranu Kulanu.

## Biografie
Narodil se v New Yorku. Vyrůstal v New Jersey. Přesídlil do Izraele roku 1979. Vystudoval na Columbia University a Princetonské univerzitě. Sloužil v izraelské armádě, působil jako historik (napsal oceňovanou knihu o šestidenní válce), později byl mluvčím izraelské armády. Od roku 2009 do roku 2013 zastával funkci velvyslance Izraele v USA. Do funkce ho jmenovala vláda Benjamina Netanjahua. Na postu ambasadora musel řešit opakované napětí mezi Netanjahuovým kabinentem a americkým prezidentem Obamou.
Ve volbách v roce 2015 byl zvolen do Knesetu za stranu Kulanu. V rámci Kulanu se profiluje jako odborník na zahraniční politiku. V roce 2014 na CNN podporoval jednostranné stažení Izraele z některých oblastí na Západním břehu Jordánu, pokud selžou snahy o mírové řešení sporu s Palestinci. V předvolební kampani ale tento postoj opustil a místo toho doporučoval omezit další výstavbu v těch izraelských osadách, které leží mimo souvislé bloky osad tak, aby se neznemožnilo budoucí eventuální vytvoření palestinského státu. Izrael by se podle něj zároveň měl snažit o zlepšení životních podmínek Palestinců na Západním břehu Jordánu.